# Eotetranychus tsugaruensis
Eotetranychus tsugaruensis är en spindeldjursart som beskrevs av Ehara 1989. Eotetranychus tsugaruensis ingår i släktet Eotetranychus och familjen Tetranychidae. Inga underarter finns listade i Catalogue of Life.